# Super Extra Gravity
Super Extra Gravity är ett musikalbum av The Cardigans som släpptes i oktober 2005. Som gruppens tredje raka blev det etta på Sverigetopplistan. "I Need Some Fine Wine and You, You Need to Be Nicer" och "Don't Blame Your Daughter (Diamonds)" släpptes som singlar.
Albumet debuterade på den svenska försäljningslistan 20 oktober 2005 och gick direkt in på dess förstaplats.

## Låtlista
1. "Losing a Friend" - 3:44
2. "Godspell" - 3:29
3. "Drip Drop Teardrop" - 2:54
4. "Overload" - 3:18
5. "I Need Some Fine Wine and You, You Need to Be Nicer" - 3:33
6. "Don't Blame Your Daughter (Diamonds)" - 3:37
7. "Little Black Cloud" - 3:26
8. "In the Round" - 4:17
9. "Holy Love" - 4:07
10. "Good Morning Joan" - 3:37
11. "And Then You Kissed Me II" - 4:01
12. "Bonus Tracks" (UK bonus track) – 0:22
13. "Give Me Your Eyes" (UK bonus track) – 3:23
14. "Slow" (UK bonus track) – 4:03